# Żbikowice
Żbikowice – wieś w Polsce położona w województwie małopolskim, w powiecie nowosądeckim, w gminie Łososina Dolna.
Wieś duchowna, własność klasztoru klarysek w Starym Sączu, położona była w drugiej połowie XVI wieku w powiecie sądeckim województwa krakowskiego. W latach 1975–1998 miejscowość administracyjnie należała do województwa nowosądeckiego.

## Położenie
Żbikowice położone są w obrębie Beskidu Wyspowego, na prawym brzegu rzeki Łososina, która tworzy w tym miejscu szeroką dolinę.

## Opis miejscowości
W miejscowości znajduje się parafia Matki Bożej Bolesnej. Obok kościoła parafialnego jest dawny cmentarz z kaplicą, a na nim pozostałości cmentarza wojennego nr 355 – Żbikowice (z okresu I wojny światowej).